# 純白サンクチュアリィ
「純白サンクチュアリィ」（じゅんぱくサンクチュアリィ）は、茅原実里の楽曲。彼女の1枚目のシングルとして2007年1月24日にLantisから発売された。楽曲の制作は畑亜貴が作詞、菊田大介が作曲を行なった。

## 概要
本人名義、本人単独のCDは、2005年1月発売の「ずっと...一緒／負けない〜一途バージョン〜」から約2年ぶりとなるリリースである。なお、このシングルより、レーベルをエイベックスからLantisに移籍している。本作のリリースは、2006年11月18日にLIVE GATE TOKYOで行われた『LOVE LIVE 2006 〜Minori Chihara Birthday〜』で発表された。なお「純白サンクチュアリィ」を初めて聴いたのは2006年11月17日から11月18日に跨いだ瞬間に初めて聴いたという。
歌手活動再開後、初のCDであり茅原実里として等身大で歌えることに自由を感じた同時に開放感に浸りながらレコーディングを行ったという。またレコーディング時は、苦労した点がないくらい歌を歌うことに夢中になっていたと語っている。
本作のPVは発売当初は製作されていなかったが、2007年12月26日発売の『Message 01』のリリースが決定されたことで、表題曲のPVが新規に製作された。
表題曲「純白サンクチュアリィ」は、テレビアニメ『キディ・ガーランド パイロットDVD』のテーマソングとして使用された。カップリング曲の「Peace of mind〜人魚のささやき」は、自身のラジオ番組『茅原実里のradio minorhythm』のエンディングテーマとして使用された。
ジャケット撮影時の写真チェックで茅原は、撮り終わった写真を見た第一印象として「誰だろうこの人」と感じたと語っている。また茅原自身、笑顔をしないで写真を撮るという事がなかったので、写真のイメージのような自分がいるということを改めて気付かされたという。
ジャケットのコンセプトは、茅原がジャケットの中心にいてその周りにパズルあり、填まっているピースと白いピースがあり、色が付いている部分は今までの茅原自身が体験してきたものを、白いピースはこれから先に触れ合ったり、見聞きしていく未来のピースを新たに填めていく時の茅原自身である。
本作のリリースを記念して、『「純白サンクチュアリィ」発売記念キャンペーン 〜Re:Birth Tour〜』が2007年2月3日から2月24日まで全国17ヶ所で開催され、16ヶ所で握手会、1ヶ所で楽曲を披露した。楽曲披露時には、会場に来ている全ての人に対して感謝の気持ちを込めて歌を歌うという強い気持ちがあったと語っている。

## 批評
CDジャーナルは、「トランス風のダンサブルなポップスナンバーであり、歌声が可愛らしい魅力を残しつつ、力強い面を押し出し、前向きな想いを描いている。」と評した。

## 収録曲
1. 純白サンクチュアリィ [4:52]
作詞：畑亜貴、作曲・編曲：菊田大介
  - テレビアニメ『キディ・ガーランド パイロットDVD』テーマソング

歌詞の内容は、「真っ白な聖域」というのが主であり、その場所は自分の夢や憧れの場所であり、その場所に向かって進んで行くということであり、レコーディング時には茅原は自分自身と重ね合わせて改めて、もう一度歌が歌えるということに対しての嬉びや感謝の気持ちを乗せて歌える歌詞であると感じたと語っている。なおレコーディング後に、茅原は楽曲を聴いてもらった人に「希望」を持ってもらいたいという。また、プロデューサーの斎藤滋には、覚悟や決意が感じられる曲になったと言われたという[1]。
2. Peace of mind〜人魚のささやき [4:14]
作詞：椎名可憐、作曲：鈴木盛広、編曲：藤田淳平
3. 純白サンクチュアリィ（off vocal）
4. Peace of mind〜人魚のささやき（off vocal）

## 収録作品

### CD
| 楽曲                           | 発売日         | タイトル                                                               | 備考                                 |
| ------------------------------ | -------------- | ---------------------------------------------------------------------- | ------------------------------------ |
| 純白サンクチュアリィ           | 2007年10月24日 | Contact                                                                | 1枚目のオリジナルアルバム。          |
| 純白サンクチュアリィ           | 2010年4月7日   | Unification 〜Melody from Minori Chihara〜                             | Crustaceaの1枚目のカバー・アルバム。 |
| 純白サンクチュアリィ           | 2011年8月26日  | Minori Chihara Live Tour 2011 〜Key for Defection〜 LIVE CD+PHOTO BOOK | 1枚目のライブ・アルバム。            |
| 純白サンクチュアリィ           | 2012年11月22日 | Minori Chihara Live Selection 2012                                     | 2枚目のライブ・アルバム。            |
| 純白サンクチュアリィ           | 2012年12月26日 | Unification3 Melody feat Minori Chihara                                | Crustaceaの3枚目のカバー・アルバム。 |
| Peace of mind〜 人魚のささやき | 2013年3月13日  | Minori Chihara B-side Collection                                       | 1枚目のベスト・アルバム。            |

### DVD、Blu-ray Disc
| 発売日                        | タイトル                                                         | 備考                                                                             |
| 純白サンクチュアリィ          | 純白サンクチュアリィ                                             | 純白サンクチュアリィ                                                             |
| ----------------------------- | ---------------------------------------------------------------- | -------------------------------------------------------------------------------- |
| 2007年12月26日                | Message 01                                                       | 1作目のミュージッククリップDVD。                                                 |
| 2008年6月25日                 | Minori Chihara 1st Live Tour 2008 〜Contact〜 LIVE DVD           | 1作目のライブ・ビデオ。                                                          |
| 2009年6月24日                 | Minori Chihara Live Tour 2009 〜Parade〜 LIVE DVD                | 2作目のライブ・ビデオ。                                                          |
| 2009年8月26日                 | Minori Chihara Live Tour 2009 〜Parade〜 LIVE Blu-ray            | 2作目のライブ・ビデオ。                                                          |
| 2010年2月17日                 | Minori Chihara Live 2009 "SUMMER CAMP" LIVE DVD/Blu-ray          | 3作目のオリジナルアルバム『Sing All Love』に同梱されたDVD、 Blu-ray Discに収録。 |
| 2010年11月10日                | Minori Chihara Live Tour 2010 〜Sing All Love〜 LIVE DVD/Blu-ray | 3作目のライブ・ビデオ。                                                          |
| 2011年2月23日                 | Minori Chihara Live 2010 "SUMMER CAMP 2" LIVE DVD/Blu-ray        | 4作目のライブ・ビデオ。                                                          |
| 2012年2月29日                 | Minori Chihara Acoustic Live 2011 LIVE DVD/Blu-ray               | 4枚目のオリジナルアルバム『D-Formation』に同梱されたDVD、 Blu-ray Discに収録。   |
| 2012年7月2日                  | Minori Chihara Live 2011 "SUMMER CAMP 3" LIVE Blu-ray            | 5作目のライブ・ビデオ。                                                          |
| 2012年11月14日                | Minori Chihara Live 2012 ULTRA-Formation LIVE Blu-ray            | 6作目のライブ・ビデオ。                                                          |
| 2012年11月14日                | Minori Chihara Live 2012 PARTY-Formation LIVE Blu-ray            | 7作目のライブ・ビデオ。                                                          |
| 2013年1月25日                 | Minori Chihara Live 2012 ULTRA-Formation LIVE DVD                | 6作目のライブ・ビデオ。                                                          |
| 2013年1月25日                 | Minori Chihara Live 2012 PARTY-Formation LIVE DVD                | 7作目のライブ・ビデオ。                                                          |
| 2013年6月26日                 | Minori Chihara Birthday Live 2012 LIVE DVD/Blu-ray               | 8作目のライブ・ビデオ。                                                          |
| 2013年10月15日                | Minori Chihara Live 2012 "SUMMER CAMP 4" LIVE Blu-ray            | 9作目のライブ・ビデオ。                                                          |
| Peace of mind〜人魚のささやき |                                                                  |                                                                                  |
| 2008年6月25日                 | Minori Chihara 1st Live Tour 2008 〜Contact〜                    | 1作目のライブ・ビデオ。                                                          |
| 2012年11月14日                | Minori Chihara Live 2012 PARTY-Formation LIVE Blu-ray            | 7作目のライブ・ビデオ。                                                          |
| 2013年1月25日                 | Minori Chihara Live 2012 PARTY-Formation LIVE DVD                | 7作目のライブ・ビデオ。                                                          |

## クレジット
| Performed by 茅原実里  | Performed by 茅原実里                   |
| ---------------------- | --------------------------------------- |
| Producer & Director    | 斎藤滋（Lantis）                        |
| Engineer               | 淺野浩伸                                |
| Engineer               | 関朋充                                  |
| Studio                 | Studio Magic Garden                     |
| Studio                 | SOUND INN                               |
| Studio                 | Sound City                              |
| Art Direction & Design | PERMANENT                               |
| Photo                  | 栗根靖雄                                |
| Styling                | 大塚勇造                                |
| Hair & makeup          | CHICA                                   |
| Design Director        | 小島冬樹（Lantis）                      |
| Artist management      | 瀬野大介（avex Planning & Development） |
| A&R                    | 鈴木めぐみ（Lantis）                    |
| Promotion              | 松村起代子（Lantis）                    |
| Promotion              | 岩下由希恵（Lantis）                    |
| Sales promotion        | 木戸健介（Lantis）                      |
| A&R desk               | 山崎彩（Lantis）                        |
| A&R desk               | 濱田邦子（Lantis）                      |
| Thanks                 | Elements Garden                         |
| Thanks                 | Rodeo Drive                             |
| Supervisor             | 伊藤善之                                |
| Supervisor             | 本多健二（avex Planning & Development） |
| Executive producer     | 井上俊次（Lantis）                      |
| Executive producer     | 青木義人（avex Planning & Development） |
| Very special thanks    | ALL FANS                                |

### 参加ミュージシャン
| 担当   | 名前       |
| ------ | ---------- |
| Guitar | 飯室博     |
| Violin | 室屋光一郎 |